# كارلوس ريستريبو
كارلوس ريستريبو (بالإسبانية: Carlos Restrepo Isaza)‏ هو لاعب كرة قدم ومدرب كرة قدم كولومبي، ولد في 5 مارس 1961 في ميديلين في كولومبيا. شارك مع منتخب كولومبيا تحت 20 سنة لكرة القدم.

## وصلات خارجية
- كارلوس ريستريبو على موقع قاعدة بيانات كرة القدم.إي يو (الإنجليزية)
- كارلوس ريستريبو على موقع Soccerway.com (الإنجليزية)
- كارلوس ريستريبو على موقع أوليمبيديا (الإنجليزية)